# Magic Patrol
Magic Patrol è una serie a fumetti creata da Vincenzo Beretta e pubblicato dalla Sergio Bonelli Editore tra il 1995 e il 1999 nella collana Zona X.  Nasce come spin-off della serie Martin Mystère.

## Trama
Negli Stati Uniti negli anni ottanta una organizzazione segreta, votata al controllo e alla conoscenza di tecnologie non convenzionali e magia antica per conto del governo, combatte gli Uomini in Nero, un'antichissima e temibile organizzazione dagli scopi analoghi, che però opera illegalmente e senza scrupoli, spesso utilizzando queste tecnologie "proibite" per acquisire potere, infiltrandosi a tutti i livelli.
In questa base governativa, battezzata semplicemente Altrove, vengono studiati fenomeni paranormali, tecnologie anacronistiche, alieni, archeologia misteriosa, magie ed ogni altro fenomeno fuori dall'ordinario e potenzialmente pericoloso.
All'interno di Altrove, il Gruppo d'intervento Lamba è un'unità operativa di pronto intervento, composta da diverse persone dotate di abilità non comuni, come poteri ESP o magici, a causa dei quali è stato ribattezzato Magic Patrol.

## Personaggi
- Chris Tower, ex-agente CIA ed amico di università di Martin Mystére, direttore della base segreta statunitense Altrove, dove si studiano fenomeni magici e paranormali. È un buon leader ma un capo severo che tratta il personale della base come le sue figlie adolescenti.
- Ian Rogers (Ian McDowell), capo dei telepati di Altrove, frutto degli esperimenti degli Uomini in Nero. In realtà è una fusione tra il corpo del giovane Neil, esper creato dagli Uomini in Nero, e il fantasma di Mr. Rogers un telepate risalente agli anni '40 morto in ignote circostanze.
- Aldous Morrigan, capo dei maghi di Altrove, immortale. Era inizialmente uno studioso inglese del periodo Tudor che acquisì immortalità e poteri magici dopo essere stato inavvertitamente teletrasportato nel Reame degli Elfi su Faerie.
- Max Brody, assistente del direttore Tower, imbranato ma dotato della capacità paranormale di sopravvivere alle situazioni più pericolose. Una sua particolarità è usare molto spesso la intercalazione "Ehm..". Nelle storie di Martin Mysterè si fidanza per un lungo periodo con Miss Angie.
- Jacques Lambert, capo della Magic Patrol e principale consigliere del direttore Tower. Non possiede poteri ma è un valente tattico e analista.
- Christine Lambert, telepate della Magic Patrol, sorella di Jacques. I suoi poteri sono frutto di un esperimento compiuto dagli alieni pleiadiani che sono coinvolti nel rapimento della madre dei fratelli Lambert in opposizione agli Uomini in Nero inglesi.
- Patrick Cameron, membro della Magic Patrol, esperto di combattimento e capo del commando militare di sostegno alla squadra.
- Antonietta Fernandez, secondo telepate della Magic Patrol e casinista ufficiale del gruppo, possiede svariati poteri insoliti come la capacità di entrare in contatto con le macchine e inizialmente anche il teletrasporto. Ha avuto una tragica infanzia a Città del Messico che le ha lasciato un carattere molto battagliero.

### Antagonisti principali
- Gli Uomini in Nero.
- Il Dr. Hopkins, esponente di alto livello degli Uomini in Nero, dirigeva Altrove quando era sotto il controllo degli Uomini in Nero e diventa poi direttore de L'Altro Luogo, la base analoga da loro gestita.
- Sheila Norton, membro degli Uomini in Nero ed esperta di magia nera, spietata ed ambiziosa. È considerata l'equivalente malvagia di Antonietta Fernandez nel sodalizio criminale.
- Jack Lucas, membro degli Uomini in Nero e della loro Magic Patrol, capace di impossessarsi e controllare il corpo altrui.
- Ivan, agente esterno degli Uomini in Nero. Si scopre essere un nobile medioevale ancora vivo grazie a un patta con un potente demone di una altra dimensione.
- Varie entità spettrali e demoniache.

## Elenco episodi
Ciclo principale (ideato e sceneggiato da Beretta & Memola):
| N.       | Titolo                       | Soggetto e sceneggiatura | Disegni                 | Pagine | Zona X | Data |
| -------- | ---------------------------- | ------------------------ | ----------------------- | ------ | ------ | ---- |
| 1        | Dieci secondi per morire     | Federico Memola          | Gino Vercelli           | 119    | 10     | 1995 |
| 2        | Il risveglio dei draghi      | Vincenzo Beretta         | Giancarlo Alessandrini  | 119    | 13     | 1995 |
| 3        | Lo shuttle perduto           | Vincenzo Beretta         | Roberto Zaghi           | 93     | 16     | 1996 |
| 7        | L'ultima sfida               | Federico Memola          | Gino Vercelli           | 94     | 29     | 1997 |
| spin-off | Figli di un mondo perduto    | F.Memola e S. Vietti     | G. Romanini e M. Milano | 94     | 30     | 1997 |
| 8        | Il segreto del re degli elfi | Vincenzo Beretta         | Giancarlo Alessandrini  | 136    | 32     | 1998 |
| 11       | Il segreto della magia       | Vincenzo Beretta         | Maurizio Mantero        | 120    | 38     | 1998 |
| 12       | La caduta dei draghi         | Vincenzo Beretta         | Maurizio Mantero        | 68     | 39     | 1998 |
| 15       | Ricordi dall'infinito        | Vincenzo Beretta         | Gino Vercelli           | 120    | 43     | 1999 |
| 16       | L'ultimo mistero             | Vincenzo Beretta         | Gino Vercelli           | 94     | 45     | 1999 |

Episodi laterali (ideati e sceneggiati da Vietti e Russo):
| N. | Titolo                  | Soggetto e sceneggiatura | Disegni         | Pagine | Zona X | Data |
| -- | ----------------------- | ------------------------ | --------------- | ------ | ------ | ---- |
| 4  | Il libro nero           | Stefano Vietti           | Roberto Zaghi   | 120    | 21     | 1997 |
| 5  | Il popolo del vento     | Stefano Vietti           | Alberto Gennari | 94     | 24     | 1997 |
| 6  | La dimensione omega     | Stefano Vietti           | Roberto Zaghi   | 116    | 27     | 1997 |
| 14 | I divoratori di materia | Stefano Vietti           | Alberto Gennari | 98     | 43     | 1999 |
| 9  | Tenebre                 | Alessandro Russo         | Roberto Zaghi   | 94     | 34     | 1998 |
| 10 | La minaccia verde       | Alessandro Russo         | Rossano Rossi   | 94     | 36     | 1998 |
| 13 | La forza invisibile     | Alessandro Russo         | Roberto Zaghi   | 94     | 42     | 1998 |